# Henri Van der Hecht
Pour les articles homonymes, voir Van der Hecht.
Henri Van der Hecht, né le 25 août 1841 à Bruxelles et mort à Ixelles le 11 octobre 1901, est un peintre paysagiste, un graveur aquafortiste belge. Il est l'un des membres fondateurs de la Société libre des beaux-arts de Bruxelles.
Son champ pictural couvre principalement les paysages, dans lesquels il intègre le réalisme au pleinairisme. Ses paysages sont à la lisière de l'impressionnisme. Il est également un peintre animalier.
Formé initialement par son oncle Guillaume Van der Hecht, il rejoint ensuite l'atelier de Jean-François Portaels, dont il est l'un des premiers élèves, mais il s'affranchit rapidement contre les principes académiques. Le 1er mars 1868, il devient le cofondateur de la Société libre des beaux-arts de Bruxelles qui est active jusqu'en 1876.
Régulièrement présent aux Salons triennaux de Bruxelles et de Gand, il expose également au Cercle artistique de Bruxelles, de même qu'aux Expositions universelles de Vienne (1873) et de Paris (1878) et à Londres (1880). Membre de la Société internationale des aquafortistes en 1874, il rejoint à cette époque la Colonie d'Anseremme incluant des membres de la Société libre des beaux-arts, tel le graphiste Félicien Rops.
Ses voyages dans le Midi de la France, aux Pays-Bas et, en 1894 aux États-Unis étendent sa palette, mais il demeure fidèle à ses principes artistiques d'interprétation spontanée et objective de la nature jusqu'au terme prématuré de sa carrière, écourtée par une longue maladie, dont il meurt en 1901 à l'âge de 60 ans.
Quelques-unes de ses œuvres sont conservées dans les musées nationaux de Belgique, de même qu'une œuvre en céramique au Keremikmuseum Mettlach en Allemagne. Deux expositions posthumes, organisées par l'Association du patrimoine artistique ont lieu à Bruxelles en 2013 et 2014, mettant en lumière les œuvres de Van der Hecht au sein des collections de tableaux inédits d'une quarantaine d'artistes belges réalistes et impressionnistes.

## Biographie

### Famille
Henri Van der Hecht, né à Bruxelles le 25 août 1841, à la rue de la Montagne, no 44, est le fils d'Adrien Van der Hecht (né à Bruxelles en 1811), ciseleur et graveur et de Madeleine Francken (1812-1877), mariés à Ixelles le 25 août 1838. Henri Van der Hecht est le neveu et l'élève du peintre paysagiste Guillaume Van der Hecht. Marié à Ixelles le 30 janvier 1867 avec Marie Léonie Hastière (née en 1843), modiste originaire de Dinant, le couple est parent d'au moins quatre enfants : Léon (1868), Vincent (1869), Jeanne (1871), épouse de l'artiste peintre Paul Artôt, et Louise (1879).

### Formation
Après ses études primaires, Henri Van der Hecht suit des cours à l'atelier de Jean-François Portaels, dont il est l'un des premiers élèves, mais il s'affranchit rapidement contre les principes académiques enseignés et souhaite se consacrer à la réalisation de paysages dans un esprit d'interprétation spontanée et objective de la nature,. Ses paysages incluent également la représentation animalière.

### Carrière
Sa première œuvre connue est datée de 1860. Au Salon de Bruxelles de 1863, il expose Paysage des environs de Namur. En 1866, il peint Paysage à La Hulpe, considéré comme l'une de ses œuvres majeures. Marié à Ixelles le 30 janvier 1867 avec Marie Léonie Hastière, il quitte Bruxelles pour s'établir à Groenendael (1868), Hoeilaart (1869), La Hulpe (1870) et Genval (1878). Il se rend volontiers auprès des peintres de l'École de Tervueren et prise particulièrement le talent de Hippolyte Boulenger et de Théodore Baron. Il peint principalement en Campine, aux Pays-Bas et à Barbizon.

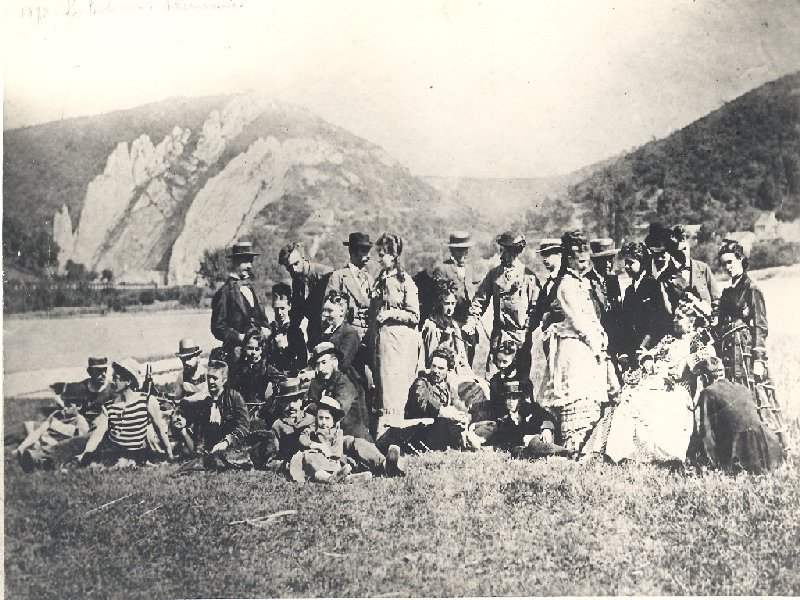
La Colonie d'Anseremme en 1872 : l'homme couché à l'avant-plan, sans chapeau, est Charles Hermans, entouré par ses amis Julien Dillens, Félicien Rops et, derrière lui, Caroline Dandoy, la sœur de l'écrivain Charles de Coster, Henri Van der Hecht est le premier homme debout à droite du cliché.

Le 1er mars 1868, il est le cofondateur de la Société libre des beaux-arts de Bruxelles qui est active jusqu'en 1876,. Deux mois plus tard, il expose pour la première fois au Cercle artistique de Bruxelles en mai 1868, où sa toile Novembre est remarquée par la critique qui y voit une peinture à la fois large et délicate, d'une note mélancolique et discrète d'une extrême justesse. Il forme comme élève François Binjé. Lors de l'Exposition universelle de 1873 à Vienne, il reçoit une médaille d'or. Henri Van der Hecht présente également ses paysages à l'Exposition universelle de Paris de 1878 et à l'Exposition de la Société des artistes britanniques de 1880 à Londres.
En 1874, il rejoint le nouveau comité de la Société internationale des aquafortistes,. C'est également l'époque où il fréquente la Colonie d'Anseremme, un collectif d'artistes se réunissant au bord de la Meuse et incluant des membres de la Société libre des beaux-arts tels le graphiste Félicien Rops ou le peintre Charles Hermans, parfois rejoints par des hommes de lettres tels Charles De Coster ou le poète Henri Liesse.
En 1881, établi à Bruxelles depuis un an, Henri Van der Hecht donne des cours de dessin au prince Baudouin et à la princesse Henriette, enfants du comte de Flandre. Au Salon de Bruxelles de 1881, il reçoit l'une des sept médailles d'or pour la peinture. Il reçoit des commandes qui l'amènent à décorer la salle du conseil provincial du Brabant, mais il ne consent jamais à se glisser dans les rangs des peintres officiels. En 1885, l'une de ses toiles majeures est refusée à l'Exposition universelle d'Anvers, décision qui l'affecte. Il continue à exposer régulièrement ses tableaux au Cercle artistique de Bruxelles et bénéficie d'une exposition personnelle en 1892,. En 1886, il devient membre du jury d'admission de la Société des Aquafortistes belges, nouvellement créée.
Il voyage dans le Midi de la France, aux Pays-Bas et, en 1894 aux États-Unis, où il peint beaucoup, selon ses principes personnels de décomposition de la lumière, rendue en pointillé et en conformité avec sa vision sincère de la nature, le classant comme un réaliste novateur et un bon coloriste belge. Selon l'historien de l'art, Constantin Ekonomidès, les paysages de Van der Hecht sont à la lisière de l'impressionnisme.

### Dernières années et mort
Il s'établit en 1895 rue Defacqz, no 38 à Ixelles. Diminué par une longue maladie qui lui avait ôté une partie de ses facultés cognitives, l'empêchant de réaliser tout travail, depuis plus de deux ans, Henri Van der Hecht meurt à son domicile, à Ixelles, le 11 octobre 1901, à 60 ans. Ses funérailles ont lieu trois jours plus tard au cimetière d'Ixelles,.

## Œuvres

### Caractéristiques
Peintre de paysages et animalier, Henri Van der Hecht est également aquafortiste. Il réalise, en 1886, une œuvre monumentale ornant la salle du Conseil provincial du Brabant et, en 1895, il décore le steamer Princesse Clémentine.

### Expositions

Vue de Tamise, conservée au Musée royal des Beaux-Arts d'Anvers.

- Paysage des environs de Namur, Salon de Bruxelles de 1863[5] ;
- Paysage à La Hulpe, 1866[3] ;
- Paysage du Condroz, Salon de Gand de 1868[22] ;
- Novembre, Cercle artistique de Bruxelles, 1868[7] ;
- Intérieur de bois à Groenendael, Salon d'Anvers de 1870[23] ;
- Vue prise à La Hulpe, Salon d'Anvers de 1870[23] ;
- La Meuse à Marche-les-Dames, Salon d'Anvers de 1870[23] ;
- L'Étang de la fabrique à La Hulpe, Salon de Bruxelles de 1872[24] ;
- La Drève et l'étang du Nysdam, Salon de Bruxelles de 1872[24] ;
- Les Marais de Rotterdam, Salon de Bruxelles de 1872[24] ;
- Étangs de Gallemarde, Salon d'Anvers de 1873[25] ;
- La Prairie de Zondal, Salon d'Anvers de 1873[25] ;
- La Pelouse, Salon d'Anvers de 1873[25] ;
- Paysage, environs de La Hulpe, Salon de Bruxelles de 1875[26] ;
- Hiver, Salon de Bruxelles de 1875[26] ;
- Étude de graminées, Salon de Gand de 1877[27] ;
- Le Village de La Hulpe, Salon de Gand de 1877[27] ;
- À la Fenaison, Salon de Gand de 1877[27] ;
- Les Marais de Rotterdam, peint en 1878 et exposé à l'Exposition historique de l'art belge[9] ;
- Polder de Kinderdyck, près de Dordrecht, Exposition universelle de Paris de 1878[10] ;
- Paysage, Salon de Gand de 1880[28] ;
- Paysage, Exposition de la Société des artistes britanniques de 1880 à Londres[11] ;
- Un Verger ; printemps, médaille d'or au Salon de Bruxelles de 1881[15] ;
- Verger, Salon de Gand de 1886[29] ;
- Vue prise à Itterbeek, Salon de Bruxelles de 1887[30] ;
- Vue de Laethem-Saint-Martin, Salon de Bruxelles de 1890[31] ;
- Littoral flamand, Salon de Bruxelles de 1890[31] ;
- Dinant, Salon de Bruxelles de 1893[32] ;
- L'Abreuvoir, Salon de Bruxelles de 1893[32] ;
- Campine, Salon de Bruxelles de 1893[32] ;
- Le Lac Michigan, exposition du Cercle artistique de Bruxelles de 1895[16] ;
- Panorama des chutes du Niagara, exposition du Cercle artistique de Bruxelles de 1895[16] ;
- Moulin à Yvoir, Salon de Gand de 1895[33] ;
- Le Canal de Willebroek, Salon de Gand de 1895[33] ;
- Verger d'Itterbeek, Salon de Bruxelles de 1897[34] ;
- Incendie en Campine, Salon de Bruxelles de 1897 et Salon de Bruxelles de 1900[34],[35] ;
- Fontaine d'Uccle, Salon de Bruxelles de 1897[34].
- Dinant, Salon triennal de Namur de 1898[36] ;
- La Grotte de Lourdes, Salon de Bruxelles de 1900[35] ;

### Expositions posthumes
- Les Deux jardiniers, Exposition des impressionnistes belges inédits en 2013[19] ;
- Deux cavaliers dans les dunes (vers 1872), Exposition réalisme et impressionnisme inédits de la collection Barat-Venker en 2014[37] ;
- Dans les dunes, Exposition réalisme et impressionnisme inédits de la collection Barat-Venker en 2014[37].

### Dans les collections muséales
- Les Marais de Rotterdam, acquis en 1878 et conservé aux musées royaux des Beaux-Arts de Belgique (inventaire 2760)[38] ;
- L'Arc-en-ciel, acquis en 1891 et conservé aux musées royaux des Beaux-Arts de Belgique (inventaire 3209)[39] ;
- Paysage à Houffalize, acquis en 1898 et conservé aux musées royaux des Beaux-Arts de Belgique (inventaire 3429)[40] ;
- Vue de Tamise, acquis en 1901 auprès de madame Van der Hecht, conservé au Musée royal des Beaux-Arts d'Anvers (inventaire 1403)[41].
- Paysage de rivière ou de canal, panneau de céramique, revêtement mural conservé depuis 2009 au Keramikmuseum Mettlach en Allemagne[42].

### Galerie d'œuvres publiées dansL'Illustration européenne

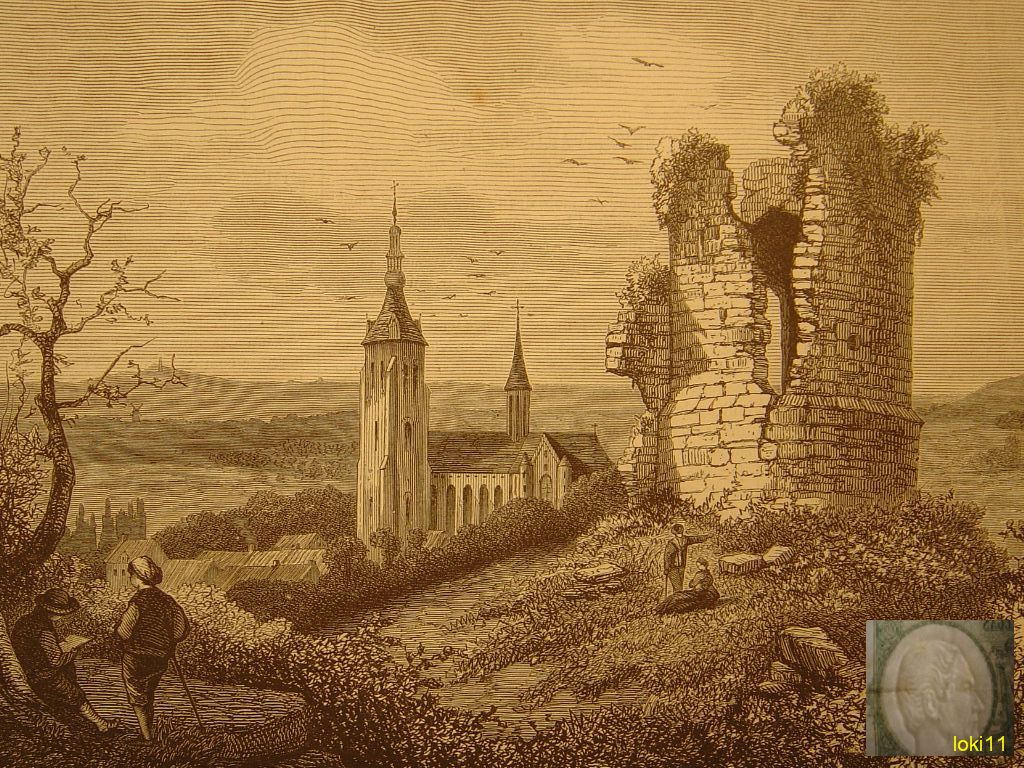
La Tour d'Aurélien à Aarschoot (1872).
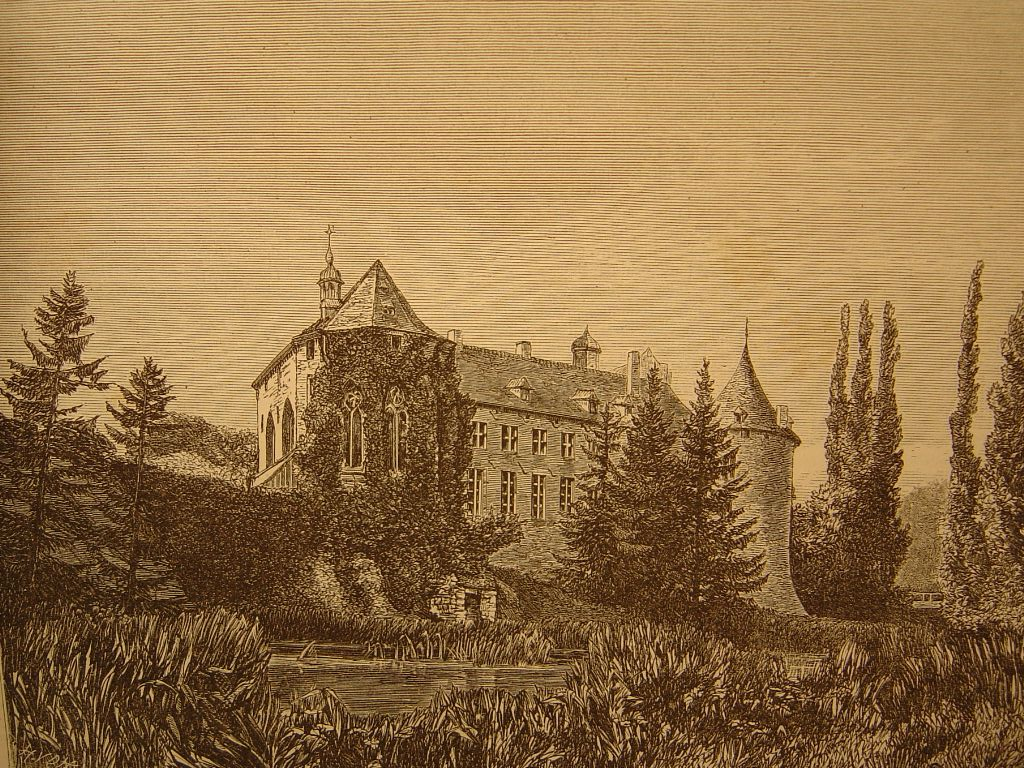
Le Château de Fontaine-l'Évêque (1872).
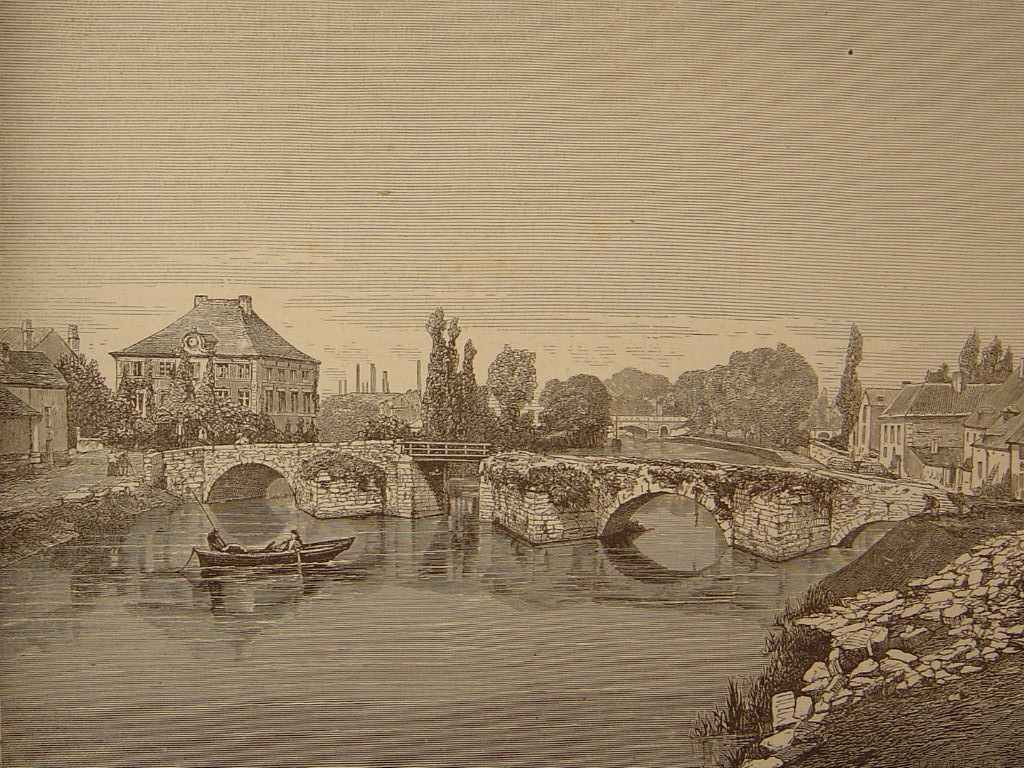
Le Vieux pont de Marchienne (1872).
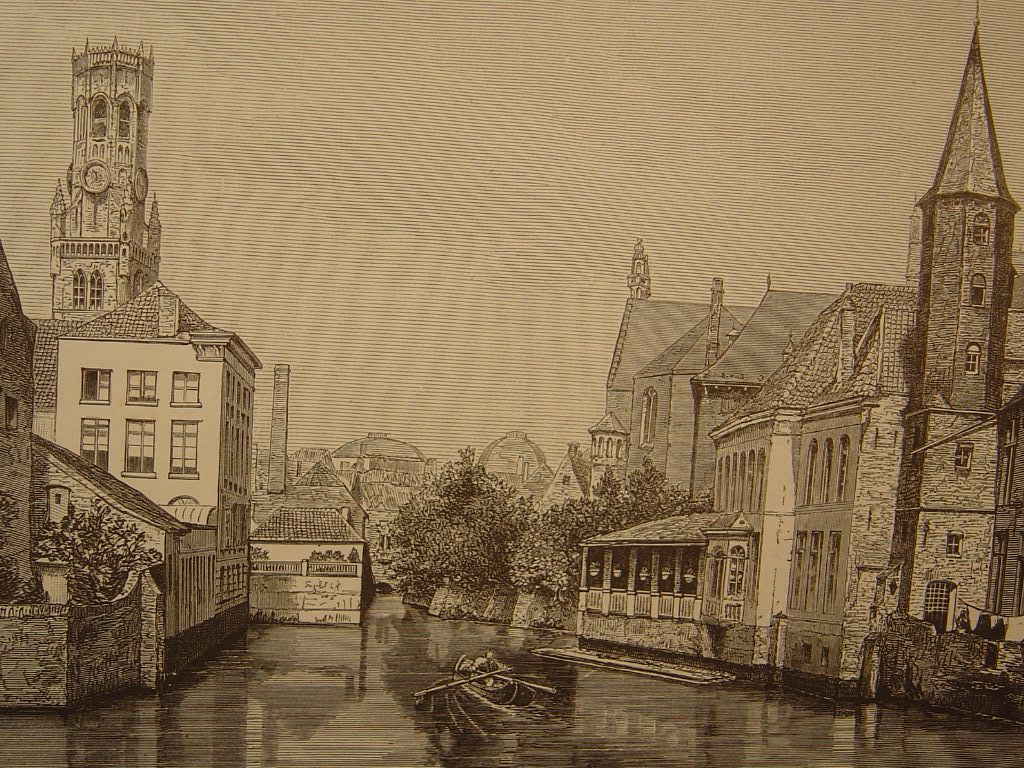
Le Beffroi de Bruges (1872).